# Libellula mariae
Libellula mariae – gatunek ważki z rodziny ważkowatych (Libellulidae).